# Assedio di Oldenzaal (1626)
L’assedio di Oldenzaal del 1626, noto anche come secondo assedio di Oldenzaal, fu un assedio combattuto presso la città di Oldenzaal (attuali Paesi Bassi) dal 25 luglio al 1º agosto 1626, nell'ambito della guerra degli ottant'anni. Dopo otto giorni d'assedio guidati da Ernesto Casimiro di Nassau-Dietz, la città si arrese nelle mani degli olandesi.

## Antefatto
Ambrogio Spinola aveva catturato la città di Oldenzaal nel 1605 e Groenlo l'anno dopo, controllando così l'intera regione. Nel maggio del 1626, gli olandesi decisero di eliminare completamente le forze spagnole nell'area e pertanto organizzarono due armate, una al comando di Federico Enrico d'Orange e l'altra con un distaccamento di soldati inglesi che rientrarono in gioco dopo la ripresa della guerra tra Inghilterra e Spagna. La guarnigione di Oldenzaal era stata continuamente rinforzata dopo la cattura e constava ora di 800 uomini e diversi cannoni al comando del governatore spagnolo Guillermo Verdugo.

## L'assedio
Il 23 luglio l'esercito anglo-olandese assediò la città ma Ernesto Casimiro non ritenne opportuno creare delle ulteriori trincee per difendersi da attacchi esterni da parte degli spagnoli, posizionando invece le sue batterie d'artiglieria. Alcune compagnie di inglesi vennero distaccate contro il castello di Broeckhuise. L'area venne saccheggiata e data alle fiamme dalle truppe olandesi.
I canali attorno ad Oldenzaal erano controllati da due dighe e Casimiro ordinò alle sue batterie d'artiglieria di aprire il fuoco contro queste per farle collassare. Gli assediati realizzarono così di non avere speranza di venire salvati dall'esterno e pertanto Verdugo chiese i termini della resa agli anglo-olandesi. Dopo dieci giorni di bombardamenti l'assedio terminò in maniera onorevole per gli spagnoli.

## Conseguenze
Ernesto Casimiro fece un'entrata trionfante in città. Oldenzaal era un punto strategico per la repubblica olandese, ma Ernesto Casimiro fece demolire le mura della fortezza così che non potessero un domani essere utilizzate contro di loro, con grande scontento degli abitanti più abbienti della città. Ad ogni modo vennero mantenute invece parti delle mura medievali della città.